# Chiesa di San Nicolò (Meldola)
La chiesa di San Nicolò, chiamata anche collegiata di San Nicolò è la chiesa principale della parrocchia di Meldola, anche se non dà il nome alla parrocchia che è dedicata alla Madonna del Popolo, co-patrona di Meldola (insieme allo stesso San Nicola) raffigurata in una statua contenuta all'interno della chiesa. La chiesa si trova nel cuore della città, vicino alla piazza principale, dedicata a Felice Orsini. In realtà la piazzetta antistante nel Medioevo e Rinascimento era il centro religioso e amministrativo della città, dato che qui si affacciavano, oltre alla chiesa, anche la sede del Comune (dal 1425), la torre civica e le carceri. Era detta Piazza Nuova. Da metà Cinquecento, con l'erezione del nuovo Palazzo del Podestà, la piazzetta viene chiamata Piazza del comune. Perde poi la sua centralità in epoca moderna, quando si afferma la preminenza della piazza Felice Orsini, dove viene allestito il mercato.

## Storia
Le notizie più antiche risalgono al 1180. In precedenza la chiesa principale di Meldola era una pieve, chiamata San Pietro in Cerreto e nominata fin dal 1057. La pieve viene ricordata anche in documenti del 1164 e del 1180, in cui imperatore e arcivescovo di Ravenna ne attribuiscono il possesso a San Ruffillo di Forlimpopoli. Non viene però specificata la posizione di questa pieve che scompare fra il 1370 e il 1425, anno in cui risulta sparita, dato che le funzioni di battistero vengono traslate nella chiesa dei Santi Cosma e Damiano. Le ipotesi su dove potesse trovarsi si basano su toponimi e fanno riferimento a Borgo San Pietro (verso Forlì, con nome noto dal 1453) o Pieve, località sul colle sopra la Rocca (una notizia del 1596 riferisce che questo sarebbe stato il luogo dove sorgeva la pieve, ma senza una forte evidenza storica).
La chiesa di San Nicolò doveva quindi coesistere con la pieve almeno per un certo periodo, tanto che poi nel 1290 e nel 1300 viene ricordata in documenti relativi alle decime, nel 1455 viene nominata come chiesa vicino alle mura e nel 1543 viene detto che è vicino alla torre dell'orologio. Nel 1579 da un notaio vengono ricordati cinque altari, il maggiore e quelli di Santa Lucia, della Pietà, del Sacramento e di San Giovanni. Nel 1621 la Madonna del Popolo, venerata sotto forma di statua lignea, diviene patrona di Meldola. La chiesa viene citata anche in occasione delle visite pastorali del 1664 e del 1745, quando risulta una chiesa semplice con facciata spoglia e portico antistante, a due navate con soffitto a capriate lignee, parete absidale e battistero. 
Nel 1697 vengono progettati lavori di ampliamento, che cominciano solo nel 1728, per iniziativa dell'arciprete Paolo Antonio Drioli. In particolare vengono abbattute alcune case alla destra della chiesa, per ricavare una terza navata. Nel 1742-43 viene costruita, grazie a una bolla papale, la cappella della Madonna del Popolo su una cappella precedentemente già occupata dalla statua.
Nel 1743, grazie alla forte crescita della popolazione, la chiesa diviene collegiata e ospita tre compagnie devozionali. Nel 1767 la Madonna del Popolo diviene patrona principale di Meldola.
Nel 1871-73 ci sono nuovi interventi di ampliamento, che vengono realizzati anche in occasione delle ricostruzioni necessarie dopo un terremoto. Si realizza una nuova abside, ottenuta abbattendo la canonica e viene costruita una facciata armonica e simmetrica, che sostituisce quella precedente a capanna, in parte nascosta da case e con segni di rifacimenti.
La decorazione novecentesca riguarda l'abside e le cappelle laterali di sinistra e viene realizzata negli anni '60 del Novecento.

## Descrizione
In origine la struttura presentava la particolare pianta a due navate che viene però normalizzata nel corso dei lavori di metà Ottocento con la costruzione della navata di destra che restituisce equilibrio. 

### Esterno
La facciata viene realizzata nel contesto dei lavori del 1873 e sostituisce una facciata più antica con segni dei vari rimaneggiamenti. Presenta una parte centrale che si innalza sopra due sezioni laterali, che termina con un timpano e all'altezza degli altri piani mostra un motivo decorativo a tutto sesto e due lesene binate per parte. Al di sotto si trova una tripartizione operata da lesene singole di ordine tuscanico con in corrispondenza tre portali e tre finestre di cui quelle laterali di forma circolare. Oltre all'alternarsi di due colori di intonaco (rosato e beige) la decorazione è affidata ad alcuni elementi, ovvero un tondo con una Madonna nel timpano e vasi sulle ali laterali. Non visibile dal fronte si ha un tiburio che racchiude la cupola absidale e un campanile con cella triangolare che ha sostituito l'antico campanile in facciata. 
Oltre alla piazzetta chiamata San Nicolò che si trova davanti alla chiesa ed è stata in parte recuperata da interventi ottocenteschi, dopo che la crescita delle case l'avevano ridotta molto angusta, notevoli sono la via della Rocca e il loggiato del Pavaglione he si trovano ai lati della chiesa.

### Interno

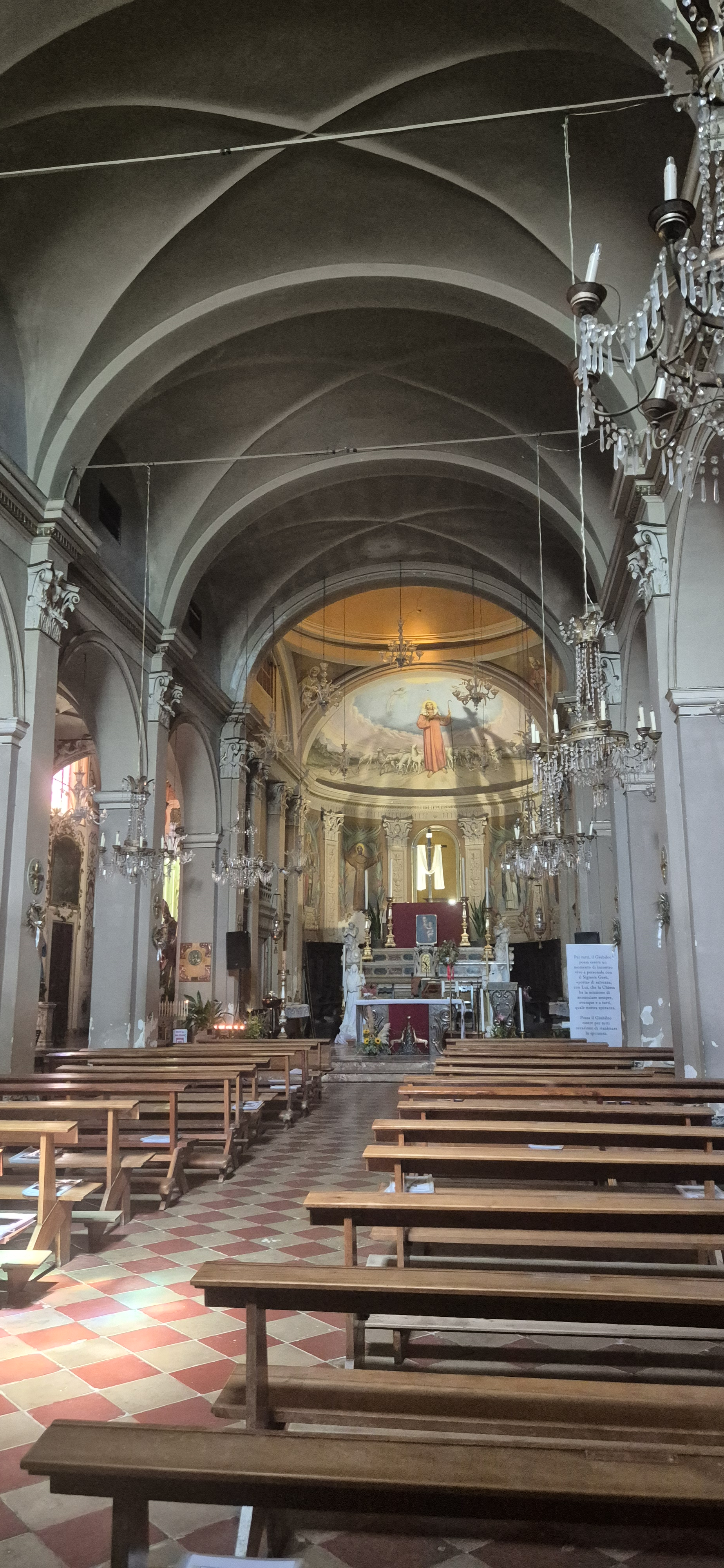
Interno

L'interno, essendo sorto in momenti diversi, si presenta irregolare. La navata centrale, formata da cinque campate, è poco più alta della altre e non presenta aperture, termina con un'abside circolare con cupoletta emisferica. Il catino absidale è dipinto da Mario Pesarini con Cristo tra pecorelle. Sempre dello stesso pittore sono i pennacchi. L'abside ha una ripartizione ottenuta con lesene corinzie e negli spazi di risulta presenta dei santi dipinti. L'altare maggiore è realizzato in marmo dal ravennate Giovanni Toschini nel 1714 e presenta un notevole tondo a bassorilievo che rappresenta la Cena in Emmaus.
La navata di destra, ricavata solo nell'Ottocento, ha volte a crociera con campate quadrate ed è scandita da cappelle di non grande profondità, voltate a botte e con finestre a tutto sesto ribassato. La seconda presenta un dipinto secentesco di Felice Cignani che raffigura la Madonna del Carmine che in origine era posizionato a coprire la statua della Madonna del Popolo e solo con i lavoro settecenteschi è stato spostato in questa cappella. La terza cappella è occupata da un affresco strappato raffigurante il Crocifisso, attribuito a Francesco Menzocchi e risale al 1542-48. Esso è arrivato nella chiesa nel 1661, quando è stato rimosso dalla vicina porta urbica superiore. Il Cristo, di cui è evidente la qualità, è inserito in decorazioni barocche, coeve con la costruzione della cappella. Sempre nella stessa cappella si trovano due tele di ambito bolognese, Orazione nell'orto e Salita al Calvario. Fino al primo Ottocento c'era anche una tela con le Stimmate di San Francesco di Guercino in seguito venduta e dispersa. Nella quarta cappella si trova un altare rococò con decorazioni con putti e stemmi e una tela centrale che raffigura San Pietro con un altro santo. Nella quinta cappella si trova una tela di Giuseppe Marchetti del 1757 che rappresenta I Santi Nicola vescovo e Maddalena de' Pazzi che adorano lo Spirito Santo. Ai piedi dei santi si vede dipinta la città di Meldola. Si trova anche il battistero secentesco e un'epigrafe che ricorda i lavori del 1728.
La navata di sinistra comincia con una cappella profonda che contiene La Madonna dell'Ulivo, che viene dalla chiesa scomparsa di San Domenico. La statua in terracotta policroma richiama opere dell'ambito di Benedetto da Maiano (è quindi di scuola toscana), ma probabilmente è stata realizzata in Romagna, come dimostra lo studio della terra di cui è composta e risale al 1489. Lateralmente, due virtù dipinte a monocromo giallo, ottocentesche, provengono da San Lorenzo in Venatis. La seconda cappella è dedicata a Santa Maria Goretti, di cui è presente una statua e delle pitture murali realizzate negli anni '60 del Novecento da Mario Pesarini. I dipinti raffigurano il Martirio, dove si vede Maria Goretti che, resistendo alla violenza di un giovane, viene da lui accoltellata e un'immagine della santa che guarda verso il cielo dove sono presenti due angeli di cui uno la sta incoronando attorniata da giovani in preghiera. Per la raffigurazione dei bambini il pittore ha preso come modelli dei giovani meldolesi. La terza cappella risale al 1904 ed è organizzata intorno alla statua di Santa Teresa, inserita in un altare, sopra cui c'è una cupola con dipinto un finto pergolato con fiori. Ai lati, nelle lunette, si trovano due angeli di fine Ottocento. La quarta cappella è dedicata ai caduti in guerra. La cappella, in origine della famiglia Piccolomini, è volutamente buia, per invitare alla riflessione. La cupola presenta al centro un angelo che porge verso il basso una corona d'alloro e intorno simboli legati alla vita militare. Nei tre dipinti realizzati da Mario Pesarini nel 1960 vengono raffigurati una Crocifissione, una Orazione nell'orto e Caifa accusa Cristo. Nella Crocifissione, oltre alla Madonna e San Giovanni, che si vedono a sinistra e sono contraddistinti dall'aureola, si trovano altre due figure, una donna che guarda verso il Cristo e sostiene un soldato morto, raccomandandolo al Salvatore. Il dipinto, sobrio e di impianto solido, presenta nella parte in alto l'unica fonte di luce della cappella, un oculo di vetro policromo che raffigura il sole. Anche gli altri dipinti alludono alla sofferenza di Cristo, legandosi quindi al concetto di sacrificio dei soldati. Sotto all'Orazione nell'orto è presente una frase latina, tratta dalla Lettera agli Ebrei (9,22), sine sanguinis effusione non fit remissio, senza effusione di sangue non c'è remissione, alludendo al fatto che il sacrificio di Cristo è indispensabile per la redenzione. Sotto l'altro dipinto si legge una abbreviazione della frase contenuta in Giovanni (11,50), expedit [vobis] ut unus moriatur [homo pro populo et non tota gens pereat], ovvero conviene che muoia uno solo. Nella parte inferiore si trovano delle lapidi a ricordo dei caduti meldolesi con le relative fotografie e due colonne con gli elenchi. Nel centro gli alpini hanno fatto collocare una roccia che ricorda i luoghi della Prima Guerra Mondiale. La quinta cappella è dedicata al Sacro Cuore, con cupola dipinta e statua del Cristo.

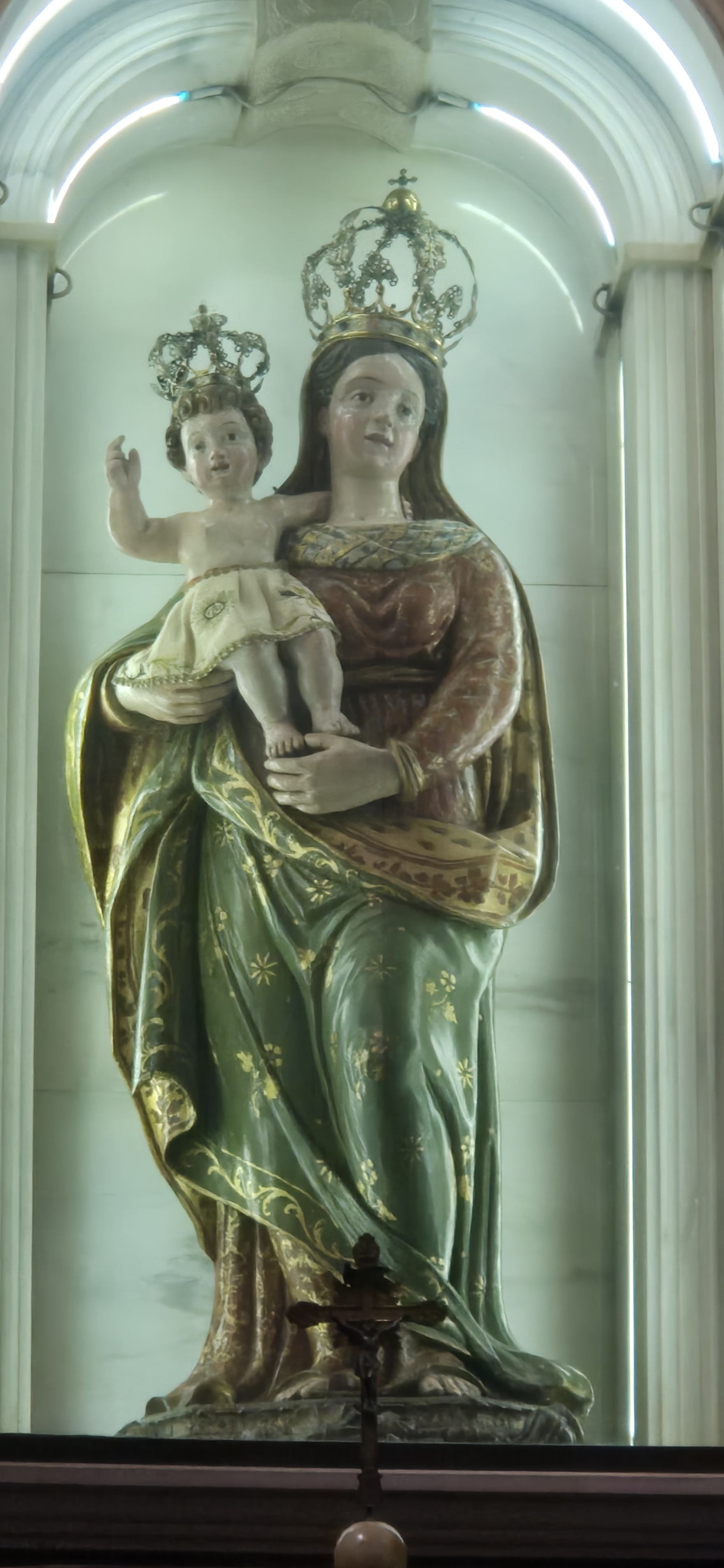
Madonna del Popolo

L'ultima cappella a sinistra è dedicata alla Madonna del Popolo, statua devozionale della Vergine con il Bambino. La cappella ha decorazione rococò e risale al 1743: essa sostituisce una cappella più antica, eretta nel 1621. La cappella è a pianta rettangolare e coperta da cupoletta. Ai lati si trovano due dipinti realizzati da Giuseppe Marchetti a metà Settecento, Nascita e Morte della Vergine. Nella stessa cappella è presente una statua di San Nicolò di ambito faentino.